# Oscarverleihung 1977
Übersicht aller ausgezeichneten Filme

◄◄ | ◄ | 1973 | 1974 | 1975 | 1976 | Oscarverleihung 1977 | 1978 | 1979 | 1980 | 1981 | ► | ►►

Weitere Ereignisse
Die Oscarverleihung 1977 fand am 28. März 1977 im Dorothy Chandler Pavilion in Los Angeles statt. Es waren die 49th Annual Academy Awards. Im Jahr der Auszeichnung werden immer Filme des vergangenen Jahres ausgezeichnet, in diesem Fall also die Filme des Jahres 1976.
Peter Finch, der als bester Hauptdarsteller ausgezeichnet wurde, war am 14. Januar 1977 verstorben. Er ist der erste und bis heutige einzige Schauspieler, der in dieser Kategorie postum geehrt wurde (Heath Ledger wurde 2009 postum als bester Nebendarsteller ausgezeichnet).
| Film                                | N  | A |
| ----------------------------------- | -- | - |
| Network                             | 10 | 4 |
| Rocky                               | 10 | 3 |
| Die Unbestechlichen                 | 8  | 4 |
| Dieses Land ist mein Land           | 6  | 2 |
| Ein neuer Stern am Himmel           | 4  | 1 |
| Sieben Schönheiten                  | 4  | 0 |
| Taxi Driver                         | 4  | 0 |
| Cousin, Cousine                     | 3  | 0 |
| Reise der Verdammten                | 3  | 0 |
| Carrie – Des Satans jüngste Tochter | 2  | 0 |
| Fellinis Casanova                   | 2  | 1 |
| Flucht ins 23. Jahrhundert          | 2  | 0 |
| Kein Koks für Sherlock Holmes       | 2  | 0 |
| King Kong                           | 2  | 0 |
| Das Omen                            | 2  | 1 |
| Die unglaubliche Sarah              | 2  | 0 |
| Von Angesicht zu Angesicht          | 2  | 0 |

## Moderation
Warren Beatty, Ellen Burstyn, Jane Fonda und Richard Pryor führten als Moderatoren durch die Oscarverleihung. 

## Gewinner und Nominierungen

### Bester Film
präsentiert von Jack Nicholson
Rocky – Robert Chartoff, Irwin Winkler
Dieses Land ist mein Land (Bound for Glory) – Robert F. Blumofe, Harold Leventhal
Network – Howard Gottfried
Taxi Driver – Julia Phillips, Michael Phillips
Die Unbestechlichen (All the President’s Men) – Walter Coblenz

### Beste Regie
präsentiert von Jeanne Moreau
John G. Avildsen – Rocky
Ingmar Bergman – Von Angesicht zu Angesicht (Ansikte mot ansikte)
Sidney Lumet – Network
Alan J. Pakula – Die Unbestechlichen (All the President’s Men)
Lina Wertmüller – Sieben Schönheiten (Pasqualino Settebellezze)

### Bester Hauptdarsteller
präsentiert von Liv Ullmann
Peter Finch – Network
Robert De Niro – Taxi Driver
Giancarlo Giannini – Sieben Schönheiten (Pasqualino Settebellezze)
William Holden – Network
Sylvester Stallone – Rocky

### Beste Hauptdarstellerin
präsentiert von Louise Fletcher
Faye Dunaway – Network
Marie-Christine Barrault – Cousin, Cousine
Talia Shire – Rocky
Sissy Spacek – Carrie – Des Satans jüngste Tochter (Carrie)
Liv Ullmann – Von Angesicht zu Angesicht (Ansikte mot ansikte)

### Bester Nebendarsteller
präsentiert von Tatum O’Neal
Jason Robards – Die Unbestechlichen (All the President’s Men)
Ned Beatty – Network
Burgess Meredith – Rocky
Laurence Olivier – Der Marathon-Mann (Marathon Man)
Burt Young – Rocky

### Beste Nebendarstellerin
präsentiert von Muhammad Ali und Sylvester Stallone
Beatrice Straight – Network
Jane Alexander – Die Unbestechlichen (All the President’s Men)
Jodie Foster – Taxi Driver
Lee Grant – Reise der Verdammten (Voyage of the Damned)
Piper Laurie – Carrie – Des Satans jüngste Tochter (Carrie)

### Bestes Originaldrehbuch
präsentiert von Norman Mailer
Paddy Chayefsky – Network
Walter Bernstein – Der Strohmann (The Front)
Sylvester Stallone – Rocky
Jean-Charles Tacchella, Danièle Thompson – Cousin, Cousine
Lina Wertmüller – Sieben Schönheiten (Pasqualino Settebellezze)

### Bestes adaptiertes Drehbuch
präsentiert von Norman Mailer
William Goldman – Die Unbestechlichen (All the President’s Men)
David Butler, Steve Shagan – Reise der Verdammten (Voyage of the Damned)
Federico Fellini, Bernardino Zapponi – Fellinis Casanova (Il Casanova di Federico Fellini)
Robert Getchell – Dieses Land ist mein Land (Bound for Glory)
Nicholas Meyer – Kein Koks für Sherlock Holmes (The Seven-Per-Cent Solution)

### Beste Kamera
präsentiert von Donald Sutherland
Haskell Wexler – Dieses Land ist mein Land (Bound for Glory)
Richard H. Kline – King Kong
Ernest Laszlo – Flucht ins 23. Jahrhundert (Logan’s Run)
Owen Roizman – Network
Robert Surtees – Ein neuer Stern am Himmel (A Star Is Born)

### Bestes Szenenbild
präsentiert von Marthe Keller
George Gaines, George Jenkins – Die Unbestechlichen (All the President’s Men)
Robert F. Boyle, Arthur Jeph Parker – Der letzte Scharfschütze (The Shootist)
Gene Callahan, Jack T. Collis, Jerry Wunderlich – Der letzte Tycoon (The Last Tycoon)
Dale Hennesy, Robert De Vestel – Flucht ins 23. Jahrhundert (Logan’s Run)
Norman Reynolds, Elliot Scott – Die unglaubliche Sarah (The Incredible Sarah)

### Bestes Kostümdesign
präsentiert von Tamara Dobson
Danilo Donati – Fellinis Casanova (Il Casanova di Federico Fellini)
Alan Barrett – Kein Koks für Sherlock Holmes (The Seven-Per-Cent Solution)
Anthony Mendleson – Die unglaubliche Sarah (The Incredible Sarah)
William Ware Theiss – Dieses Land ist mein Land (Bound for Glory)
Mary Wills – Jesus von Nazareth (The Passover Plot)

### Beste Filmmusik (Original Score)
präsentiert von Ann-Margret
Jerry Goldsmith – Das Omen (The Omen)
Jerry Fielding – Der Texaner (The Outlaw Josey Wales)
Bernard Herrmann – Schwarzer Engel (Obsession)
Bernard Herrmann – Taxi Driver
Lalo Schifrin – Reise der Verdammten (Voyage of the Damned)

### Beste Filmmusik (Original Song Score)
präsentiert von Ann-Margret
Leonard Rosenman – Dieses Land ist mein Land (Bound for Glory)
Roger Kellaway – Ein neuer Stern am Himmel (A Star Is Born)
Paul Williams – Bugsy Malone

### Bester Song
präsentiert von Neil Diamond
„Evergreen (Love Theme from A Star Is Born)“' aus Ein neuer Stern am Himmel (A Star Is Born) – Barbra Streisand, Paul Williams
„Ave Satani“ aus Das Omen (The Omen) – Jerry Goldsmith
„Come to Me“ aus Inspektor Clouseau, der „beste“ Mann bei Interpol (The Pink Panther Strikes Again) – Don Black, Henry Mancini
„Gonna Fly Now“ aus Rocky – Carol Connors, Bill Conti, Ayn Robbins
„A World that Never Was“ aus Traumhaus für Zwei (Half a House) – Sammy Fain, Paul Francis Webster

### Bester Schnitt
präsentiert von William Holden
Scott Conrad, Richard Halsey – Rocky
Walter Hannemann, Eve Newman – Zwei Minuten Warnung (Two-Minute Warning)
Alan Heim – Network
Robert C. Jones, Pembroke J. Herring – Dieses Land ist mein Land (Bound for Glory)
Robert L. Wolfe – Die Unbestechlichen (All the President’s Men)

### Bester Ton
präsentiert von Red Skelton
Rick Alexander, Les Fresholtz, Arthur Piantadosi, James E. Webb – Die Unbestechlichen (All the President’s Men)
Bud Alper, Lyle J. Burbridge, William McCaughey, Harry W. Tetrick – Rocky
Harold M. Etherington, Donald O. Mitchell, Richard Tyler, Douglas O. Williams – Trans-Amerika-Express (Silver Streak)
Robert J. Glass, Robert Knudson, Tom Overton, Dan Wallin – Ein neuer Stern am Himmel (A Star Is Born)
William McCaughey, Aaron Rochin, Jack Solomon, Harry W. Tetrick – King Kong

### Bester animierter Kurzfilm
präsentiert von Marty Feldman
Leisure – Suzanne Baker
Dedalo – Manfredo Manfredi
The Street – Guy Glover, Caroline Leaf

### Bester Kurzfilm
präsentiert von Marty Feldman
In the Region of Ice – Andre R. Guttfreund, Peter Werner
Kudzu – Marjorie Anne Short
The Morning Spider – Claude Chagrin, Julian Chagrin
Nightlife – Robin Lehman, Claire Wilbur
Number One – Dyan Cannon, Vince Cannon

### Bester Dokumentarfilm (Kurzfilm)
präsentiert von Lillian Hellman
Number Our Days – Lynne Littman
American Shoeshine – Sparky Greene
Blackwood – Tony Ianzelo, Andy Thomson
The End of the Road – John Armstrong
Universe – Lester Novros

### Bester Dokumentarfilm
präsentiert von Lillian Hellman
Harlan County U.S.A. – Barbara Kopple
Hollywood vor Gericht (Hollywood on Trial) – James C. Gutman, David Helpern
Off the Edge – Michael Firth
People of the Wind – Anthony Howarth, David Koff
Volcano: An Inquiry Into the Life and Death of Malcolm Lowry – Donald Brittain, Robert A. Duncan

### Bester fremdsprachiger Film
präsentiert von Pearl Bailey
Sehnsucht nach Afrika (Noirs et blancs en couleur), Elfenbeinküste – Jean-Jacques Annaud
Cousin, Cousine, Frankreich – Jean-Charles Tacchella
Jakob der Lügner, Deutsche Demokratische Republik – Frank Beyer
Nächte und Tage (Noce i dnie), Polen – Jerzy Antczak
Sieben Schönheiten (Pasqualino Settebellezze), Italien – Lina Wertmüller

## Ehrenpreise

### Special Achievement Award
Carlo Rambaldi, Glen Robinson, Frank Van der Veer für die visuellen Effekte in King Kong
L. B. Abbott, Glen Robinson, Matthew Yuricich für die visuellen Effekte in Flucht ins 23. Jahrhundert (Logan’s Run)

### Irving G. Thalberg Memorial Award
Pandro S. Berman

### Scientific and Engineering Award
Consolidated Film Industries, Barnebey-Cheney Co.
William L. Graham, Manfred G. Michelson, Geoffrey F. Norman, Siegfried Seibert

### Technical Achievement Award
Fred Bartscher, Glenn Berggren
Panavision, Inc.
Hiroshi Suzukawa, Wilton R. Holm
Carl Zeiss Co.
Photo Research Division of Kollmorgen Corp.